# Matthias Dohmen
Matthias Dohmen (* 15. November 1947 in Düren) ist ein deutscher Journalist und Historiker.

## Leben
Matthias Dohmen hat in Bonn Geschichte, Politik, Philosophie und Betriebswirtschaft sowie zur selben Zeit in Köln Theaterwissenschaften studiert. Auf das Studium folgten einige Jahre selbständiger Tätigkeit, bevor Dohmen als Redakteur und politischer Korrespondent für die DKP-Zeitung UZ in Düsseldorf und später in der damaligen Bundeshauptstadt Bonn arbeitete.
Für den Münchner Kundenzeitschriftenverlag Yukom (heute Burda Creative Group) redigierte Matthias Dohmen danach mehrere Publikationsobjekte, darunter einen Newsletter für den Verlag selbst und eine Publikation der IHK für München und Oberbayern. Seit Beginn der 90er Jahre betätigt er sich wieder als freier Journalist (unter anderem für den WDR) und Buchautor. Als Historiker arbeitet er vornehmlich zu den Themen Weimarer Republik, Arbeiterbewegung und DDR. Mit 66 Jahren wurde er in Düsseldorf mit einer historiographischen Arbeit über die Weimarer Republik promoviert.
Neben ehrenamtlichem Engagement (unter anderem war er Landesvorsitzender NRW der Deutsch-Finnischen Gesellschaft) engagiert sich Dohmen auch weiterhin politisch und gewerkschaftlich. Er war SPD-Ortsvereinsvorsitzender, stellvertretender Bezirksbürgermeister und Mitglied des Rates der Stadt Wuppertal. Seit 2014 bekleidet er das Amt eines Schöffen in Wuppertal.

## Bibliografie
- Matthias Dohmen: Geraubte Träume, verlorene Illusionen: Westliche und östliche Historiker im deutschen Geschichtskrieg. Leipziger Universitätsverlag, Leipzig 2017. ISBN 978-3-96023-042-7
- Matthias Dohmen/Harald Bongart/Thomas Wolters (Hrsg.): Die 1966er von Münstereifel. Zwischen „Kasten“ und St. Michael – Bilanz und Rückblick auf 50 Jahre Reife. Momberger Verlag, Wuppertal 2016. ISBN 978-3-940439-75-8
- Matthias Dohmen: Frauen im Tal. Porträts. Verlag Ralf Liebe, Weilerswist 2017. ISBN 978-3-944566-75-7
- Matthias Dohmen: Männer im Tal. Porträts. Verlag Ralf Liebe, Weilerswist  2018. ISBN 978-3-944566-83-2